# Ancyrocotyle vallei
Ancyrocotyle vallei är en plattmaskart. Ancyrocotyle vallei ingår i släktet Ancyrocotyle och familjen Capsalidae. Inga underarter finns listade i Catalogue of Life.